# بولستابروک
بولستابروک (به سوئدی: Bollstabruk) یک شهر کوچک است که در بخش کرامفوش شهرستان وسترنورلاند در کشور سوئد واقع شده است. جمعیت بولستابروک در پایان سال ۲۰۱۰ بالغ بر ۱٬۸۷۱ نفر بوده است.